# Guy Pinon
Pour les articles homonymes, voir Pinon.
Guy Pinon est un réalisateur français.

## Biographie
Guy Pinon a été à trois reprises l'assistant d'Alain Resnais. Il a réalisé un seul long métrage, La Femme à abattre, sorti en 1993.

## Filmographie

### Assistant réalisateur
- 1977 : Providence de Alain Resnais
- 1980 : Mon oncle d'Amérique de Alain Resnais
- 1982 : Le Rat noir d'Amérique, court métrage de Jérôme Enrico
- 1983 : La vie est un roman de Alain Resnais

### Réalisateur
- 1993 : La Femme à abattre